# Negativtest
Der Negativtest (auch Provokationstest, Robustheitstest, Falsifizierender Test oder Schlecht-Test genannt) ist eine Erweiterung des Positivtests. 
Der Negativtest prüft, ob die Anwendung auf eine (falsche) Eingabe oder Bedienung, die nicht den Anforderungen an die Anwendung entspricht, erwartungsgemäß (also ohne Programmabbruch) reagiert, z. B. durch eine Fehlermeldung. Beim Negativtest werden absichtlich ungültige Werte eingegeben, Masken werden nicht oder nur unvollständig ausgefüllt, Schnittstellen werden mit falschen Werten beliefert oder die Datenbank wird abgeklemmt. Der Testfall prüft also auf „korrekte“ Verarbeitung bei fehlerhafter Handhabung ab.
Zweck des Negativtests ist es nachzuweisen, dass die Anwendung robust auf Bedienfehler reagiert. Damit wird sichergestellt, dass die Sicherheit der Anwendung gegen falsche Bedienung und technische Störungen gewährleistet ist. 
Der Negativtestfall ist bereits erfüllt, wenn eine Fehlermeldung erscheint (z. B. „Eingabe ist falsch“). Dieser sagt aber nichts über die Benutzerfreundlichkeit der Fehlermeldung aus. Benutzerfreundlich wäre eine Fehlermeldung wie „Das Datum muss in der Zukunft liegen“ oder „Das Datum muss größer sein als das Beginn-Datum“ oder „Der Wert muss größer als 0,00 und kleiner als 500,01 sein“.